# 2019年4月逝世人物列表
2019年逝世人物列表：1月 - 2月 - 3月 - 4月 - 5月 - 6月 - 7月 - 8月 - 9月 - 10月 - 11月 - 12月
2019年4月逝世人物列表，是用于汇总2019年4月期间逝世人物的列表。

## 依日期排序

### 30日
- 阿內夢尼（法語：Anémone），68岁，法国演员，死於肺癌。[1]
- 彼得·梅休（英語：Peter Mayhew），74岁，美國演員，代表人物為《星際大戰》電影角色「丘巴卡」。[2]
- 额尔敦白音，58岁，中国学者，内蒙古大学二级教授，蒙古学学院副院长，教育部长江学者特聘教授。[3]

### 29日
- 祖些·洛迪古斯·尼圖（葡萄牙語：José Rodrigues Neto），69岁，巴西足球运动员。[4]
- 莱斯利·穆雷（英語：Leslie Murray），80岁，澳大利亚诗人。[5]
- 蘇昱彰，78歲，台灣武術家，日本漫畫《拳兒》的原型人物。[6]
- 約瑟夫·蘇拉爾（捷克語：Josef Šural），28歲，捷克足球運動員，死於車禍。[7]
- 韩福英，101岁，中国政治人物，开国少将秦化龙夫人。[8]
- 周忠良，65岁，中国政治人物，贵州省人大常委会原副主任、党组成员。[9]
- 荻野真（日語：荻野 真），59歲，日本漫畫家，代表作《孔雀王》，死於腎衰竭。[10]

### 28日
- 約翰·辛格頓（英语：John Singleton），51歲，美國電影導演，以24歲年齡成為史上最年輕獲提名奧斯卡最佳導演的人。死於中風。[11]
- 理查德·盧加爾（英語：Richard Lugar），87岁，美國共和黨前聯邦參議員。[12]
- 亨里希·瓦西里耶维奇·诺沃日洛夫（俄語：Ге́нрих Васи́льевич Новожи́лов），93岁，苏联飞机设计师。[13]
- 林昭文，83歲，台灣企業家，有「台灣阿拉伯王」之稱，死於胰臟癌。[14]
- 卢艳花，51岁，中国学者，华东理工大学生物工程学院副院长、党委副书记。[15]

### 27日
- 汪玉良，85岁，中国作家、画家，甘肃省文联原副主席。[16]
- 庄名扬，78岁，中国酿酒产业专家，中国科学院成都生物研究所教授级高级工程师。[17]
- 提奧斯·索雷斯（葡萄牙語：Tales Soares），26歲，巴西時裝模特兒。[18]

### 26日
- 钱敏，92岁，中国数学家，北京大学教授，第十一届华罗庚数学奖获得者。[19]
- 傅信祁，100岁，中国建筑学家，同济大学建筑与城市规划学院教授。[20]
- 胡培兆，82岁，中国理论经济学家，厦门大学教授，孙冶方经济科学奖首届得主。[21]

### 25日
- 约翰·哈夫利切克（英語：John Havlicek），79岁，美国前職業篮球运动员。1962年至1978年間效力於波士顿凯尔特人俱樂部。[22]
- 姜良明，65歲，台灣政治人物，新竹縣北埔鄉前任鄉長。病逝。[23]
- 迈克尔·沃尔夫，65歲，德國攝影師，曾旅居香港25年，因拍攝Google街景意外場景奪下2011年「世界新聞攝影大賽」大獎。病逝。[24]
- 遠藤道郎，68歲，日本龐克搖滾歌手，THE STALIN樂團主唱，胰臟癌。[25]

### 24日
- 任海傳，56歲，台灣公務人員，任職法務部調查局苗栗縣調查站。[26]
- 范玉娟，81岁，中国政治人物，中国民主促进会天津市委员会原副主委、天津市政府参事。[27]
- 王宗华，86岁，中国学者，南开大学原法学系教授。[28]
- 馬克·麥道夫（英語：Mark Medoff），79歲，美國舞台劇作家。死於多發性骨髓瘤與腎衰竭。[29]
- 小出義雄（日語：小出 義雄），80歲，前日本田徑運動員及教練。病逝。[30]
- 佐兰·马罗耶维奇，76岁，塞尔维亚篮球运动员。[31]
- 谢尔盖·波戈列洛夫（俄語：Серге́й Погорелов），44岁，俄罗斯手球运动员，奥运会冠军。[32]

### 23日
- 若望，98歲，前任盧森堡大公（1964-2000），死於肺炎[33]。
- 尼尔斯·约翰·尼尔森（英语：Nils_John_Nilsson），86岁，人工智能领域的开创者之一，A*搜索算法发明人[34]。
- 曲紹文，91歲，中國政治人物，黑龙江省七届人大常委会原副主任。病逝。[35]

### 22日
- 黄展岳，92岁，中国考古学家，中国社会科学院荣誉学部委员。[36]
- 黎德英，98岁，越南前国家主席（1992-1997），病逝[37]。
- 杨仁选，68岁，中国政治人物，内蒙古自治区国土资源厅原副厅长、巡视员。[38]

### 21日
- 具本林（韓語：구본임），50岁，韓國女演員，死於鼻咽癌。[39]
- 王福義，92歲，中国人，南京大屠殺倖存者。
- 钱兴全，90岁，中国政治人物，浙江省公安厅原副厅长、省司法厅副厅长。[40]

### 20日
- 巫漪丽，88岁，美籍华人钢琴家。[41]
- 应明皓，76岁，中华民国企业家、围棋活动家、应昌期围棋教育基金会理事长。[42]
- 吴汉民，85岁，中国学者，宁波大学食品科学研究所原所长。[43]
- 岳士禮（英語：Clive Oxley），82歲，英國殖民地政務官，香港海關總監（1990年－1993年）。[44]
- 金弘一（韓語：김홍일），71岁，韩国政治人物，前全罗南道木浦地区国会议员，已故前總統金大中长子。[45]
- 喬·阿姆斯特朗（英語：Joe Armstrong），68岁，英国计算机科学家，Erlang编程语言的设计者与主架构师。[46]
- 杰奎琳·薩布裡多（英语：Jacqueline Saburido），40歲，委內瑞拉人，因1999年酒後駕駛的交通意外成為美國德克薩斯州交通部反酒駕活動倡導者。癌症。[47]
- 區百齡，92歲，香港實業家，齡記書店集團創辦人。病逝。[48]

### 19日
- 肖扬，80歲，中国最高人民法院原院長（1998－2008），病逝。[49][50]
- 陈汉粦，84岁，中国足球运动员、教练，原广东足球队教练。[51]
- 彭卓平，108岁，中国政治人物，原农工党中央咨监委员会委员。[52]
- 理查·金伯恩（英語：Richard Kiboung），喀麥隆籍世界衛生組織傳染病學專家，在剛果民主共和國北基伍省布滕博的醫院遭暴民闖入殺害。[53]
- 保岡興治（日語：保岡 興治），79歲，日本政治人物，曾任法官、律師、眾議員及法務大臣等職[54]。
- 帕特里克·塞尔屈（英语：Patrick Sercu），74岁，比利时自行车运动员，奥运会冠军。[55]
- 尤里·皮缅诺夫（英语：Yuriy Pimenov），61岁，俄罗斯赛艇运动员。[56]

### 18日
- 羅琳·麗塔·華倫（英語：Lorraine Rita Warren），92歲，美國靈異大師，事件被改編成電影《安娜貝爾》、《厲陰宅》系列、《康乃狄克鬼屋事件》等。[57]
- 西格马尔·韦茨利希（德語：Siegmar Wätzlich），71岁，德国足球运动员。[58]
- 田在津，83岁，中国军事人物，原空军司令部高射炮兵部部长。[59]
- 郑国恩，89岁，中国电影理论家、摄影师、编剧、导演，北京电影学院教授。[60]
- 谭静文，77岁，中国教育人物，原沈阳建筑工程学院副院长。[61]

### 17日
- 阿蘭·加西亞·佩雷斯（西班牙語：Alan García Pérez），69歲，秘魯前總統（1985年－1990年，2006年－2011年），开枪自杀。[62]
- 小池一夫（日语：小池一夫），82歲，日本漫畫原作者，代表作《骷髏13》、《哭泣殺神》，死於肺炎。[63]
- 孔子玉，101岁，中国官员，原天津市国营农场管理局党委副书记、副局长。[64]
- 于风，92岁，中国政治人物，原广西卫生管理干部学院院长、自治区卫生厅党组成员。[65]
- 長谷川堯（日語：長谷川 堯），81歲，日本建築史學家、建築評論家。演員長谷川博己的父親。[66]

### 16日
- 蔡東儒，31歲，台灣歌手，參加《超級偶像5》出道的「First Time Again」樂團主唱，死因不詳。[67]
- 夏穗生，94岁，中国器官移植开创者。[68]
- 王维，101岁，中国政治人物，广东省人大常委会原副主任、党组成员。[69]
- 李学进，89岁，中国作家，南昌市文联原副主席。[70]

### 15日
- 顧德莎，63歲，台灣詩人作家，顧玉玲之姊，死於癌症。[71]
- 欧文·加里欧特（英語：Owen Garriott），88岁，美国航天员。[72]
- 乔吉姆·阿尔贝托·席尔瓦（葡萄牙語：Joaquim Alberto Silva），45岁，安哥拉足球运动员。[73]
- 張健，48歲，中國民運人士。[74]
- 甘英，95岁，中国政治人物，北京市政协原副主席。[75]

### 14日
- 吉恩·沃爾夫（英語：Gene Wolfe），87岁，美国科幻及奇幻小说作家。[76]
- 碧比·安德松（瑞典語：Bibi Andersson），83岁，瑞典演员，曾获得戛纳电影节最佳女演员和柏林国际电影节最佳女演员银熊奖。[77]
- 劉瑞村，臺灣法官，臺灣臺北地方法院、臺灣高等法院高雄分院等法院前院長，死於心肌梗塞。[78]

### 13日
- 托尼·布詹（英語：Tony Buzan），76岁，英国心理学家，思维导图的发明者。[79]
- 保罗·格林加德（英語：Paul Greengard），93岁，美国生物医学家，2000年诺贝尔奖得主。[80]
- 伊薇特·威廉斯（英語：Yvette Williams），89岁，新西兰田径运动员，奥运会冠军。[81]
- 莉迪娅·维德曼（芬蘭語：Lydia Wideman），98岁，芬兰越野滑雪运动员，奥运会冠军。[82]
- 海部宣男（日語：海部 宣男），75歲，日本天文學家。[83]

### 12日
- 喬琪亞·英格爾（英語：Georgia Engel），70歲，美國女演員。[84]
- 湯美·史密夫（英语：Tommy Smith (footballer, born 1945)），74歲，英國前職業足球運動員。在1962至1978年效力利物浦足球俱樂部[85]。
- 俞根法，87岁，中国官员，宁波市中级人民法院原院长、党组书记。[86]
- 张自杰，92岁，中国给排水工程专家，哈尔滨工业大学教授。[87]
- 荆永鸣，61岁，中国作家，中国煤炭作协副主席、内蒙古作家协会副主席、赤峰市文联副主席。[88]
- 吳平，100歲，中華民國書畫篆刻家，1988年曾擔任國立故宮博物院書畫處處長，死於心臟衰竭。[89]

### 11日
- 伊恩·科尼托（英語：Ian Cognito），60岁，英國喜劇演員，猝死。[90]
- 加藤一彥（日語：加藤 一彦），81歲，日本漫畫家，筆名「Monkey Punch」，代表作為《魯邦三世》，死於肺炎。[91]

### 9日
- 吴真生，54岁，中国大陆企业家，报喜鸟集团联合创始人，死於交通意外。[92]
- 阚复源，84岁，中国政治人物，原滁州市人大常委会副主任。[93]
- 秦光，102岁，中国人民解放军开国上校，老红军，河北物资储备管理局原局长、党组书记。[94]
- 理查德·尤金·科尔（英语：Richard E. Cole），103岁，美国老兵，時任美国空军中校，二战“杜立特空袭”（空襲東京）中最后一位在世的組員。[95][96]
- 埃尔温·伯利坎普（英語：Elwyn Berlekamp），78岁，美国数学家、计算机科学家。[97]
- 保罗·洪伦德（英語：Paul Hollander），86岁，美国社会学家。[98]
- 尼古拉·戈尔巴乔夫（英语：Nikolai Gorbachev），70岁，白俄罗斯皮划艇运动员。[99]
- 查理·范·多倫（英语：Charles Van Doren），93歲，美國作家、學者，前哥倫比亞大學教授，大英百科全書編輯群之一，因涉入1950年代美國電視益智遊戲「21」舞弊醜聞（英语：1950s quiz show scandals），遭法院判處偽證罪，並被傳喚至美國國會作證。[100]

### 8日
- 黄一鹤，85岁，中国电视导演，曾担任1983-1986年及1990年央视春晚总导演。[101]
- 王友才，94岁，马来西亚前任益民小学董事长。[102]
- 凱西高峰（日語：ケーシー高峰），85歲，本名「門脇貞男」，日本藝人，以穿著白袍進行醫學漫談聞名。[103]
- 维克托·德米特里耶维奇·布拉戈夫（俄語：Виктор Дмитриевич Благов），83岁，苏联/俄罗斯航天器设计师。[104]

### 7日
- 趙亮鎬（韓語：조양호），70岁，韩国企业家。大韓航空前會長、韓進集團會長。在美國洛杉磯病逝。（美國東岸時間）[105]
- 熊兆仁，107岁，中國人民解放軍將領，前福州军区司令部副参谋长。[106]
- 谭智华，56岁，中国司法官，重庆市第二中级人民法院原副院长，遭窃贼杀害。[107]
- 李志超，91岁，中国官员，原新余市前卫化工厂厂长、党委书记。[108]
- 汪弘毅，90岁，中国政治人物，浙江省政府原办公厅主任、秘书长。[109]
- 刘渊，99岁，中国政治人物，浙江省政府原参事室参事。[110]
- 祖·博特尼（英語：Joe Bertony），97歲，旅居澳洲的法國建築工程師，二戰法國間諜。曾參與興建雪梨歌劇院。[111]
- 米亞-萊西亞·內勒（英語：Mya-Lecia Naylor），16歲，英國兒童女演員。曾演出英國廣播公司兒童劇集《Millie Inbetween》、《Almost Never》，電影《雲圖》。[112]
- 艾哈迈德·谢诺尔（土耳其語：Ahmet Şenol），93岁，土耳其摔跤运动员。[113]
- 威利·麦克菲特（英语：Willie McPheat），76岁，苏格兰足球运动员。[114]
- 路易斯·费尔南多·派斯（英语：Luis Fernando Páez），29岁，巴拉圭足球运动员。[115]

### 6日
- 戴维·索利斯（英語：David J. Thouless），84歲，英國物理學家，2016年諾貝爾物理學獎得主。[116]
- 陈勃，52岁，中国教育人物，江西中医药大学副校长。[117]
- 林明玉，81岁，中国政治人物，海南省人大常委会原副主任。[118]
- 娜達賈·蕾琴，87歲，塞爾維亞女演員。曾參演電影詹姆士·龐德系列的《鐵金剛勇破間諜網》和《鐵金剛大戰金手指》。[119][120]
- 安赫尔·塞尔图查（英语：Ángel Sertucha），88岁，西班牙足球运动员。[121]
- 阿怪（本名陳志翰），45歲，台灣音樂製作人，代表作張惠妹的《三天三夜》，范逸臣的《I Believe》、《彩虹》。[122][123]

### 5日
- 西德尼·布伦纳（英語：Sydney Brenner），92岁，南非生物学家，2002年諾貝爾生理學或醫學獎得主。[124]
- 詹弗兰科·莱翁奇尼（義大利語：Gianfranco Leoncini），79岁，意大利足球运动员。[125]
- 拿督阿卡巴阿里，70岁，马来西亚政治人物，马六甲前上议员。[126]
- 李日載（韓語：이일재），58歲，韓國男演員，死於肺癌。[127]
- WOWAKA，31岁，日本音乐人、hitorie樂隊主唱、吉他手，死於心臟病。[128]
- 陳鵬飛，95歲，香港名貴手錶商人，歌星陳百強父親。[129]
- 刘璞元，85岁，中国政治人物，黑河市人大常委会原副主任。[130]

### 4日
- 迈尔·斯科格（英語：Myer Skoog），92岁，美国篮球运动员。[131]
- 童士元，96岁，越南政治家、军事家，中将军衔。[132]
- 格奥尔基·达涅利亚，88岁，苏联电影导演、编剧。[133]
- 汤普森·曼（英語：Thompson Mann），76岁，美国游泳运动员，奥运会冠军。[134]
- 刘鸿声，88岁，中国话剧演员，原南京军区前线话剧团演员。[135]

### 3日
- 許文政，95岁，台灣政治人物，羅東博愛醫院創辦人。[136]
- 郭琨，84岁，中国南极考察事业开拓者，原国家南极考察委员会办公室主任，中国南极长城站首任站长。[137]

### 2日
- 鼓直，89歲，日本拉丁美洲文學學者、翻譯家，小說《百年孤寂》的日文譯者。[138]

### 1日
- 柯慶明，73岁，台灣文學家，國立臺灣大學中國文學系所、台灣文學研究所（創所所長）教授。[139][140]
- 葉博文，71岁，台灣社會運動者、實業家，臺北二二八紀念館創館館長。[141]
- 吴梦，43岁，中国人，世界首例肺移植产妇。[142]
- 李凡，92岁，中国政治人物，广西壮族自治区原文化厅党组书记。[143]
- 迪米特尔·多布雷夫，87岁，保加利亚古典式摔跤运动员，奥运会冠军。[144]

### 日期不詳
- 林文偉（本名林文渠），香港動作演員[145]。